# Canthodimorpha
Canthodimorpha là một chi bọ cánh cứng thuộc họ Scarabaeidae.